# Banque d'images
 (janvier 2018).
Si vous disposez d'ouvrages ou d'articles de référence ou si vous connaissez des sites web de qualité traitant du thème abordé ici, merci de compléter l'article en donnant les références utiles à sa vérifiabilité et en les liant à la section « Notes et références ».
Une banque d’images ou, plus précisément, une photothèque, est une base de données qui regroupe et archive des images de différentes natures et provenances, qui sont numérisées, cataloguées, et accessibles via un serveur et une visionneuse. 
Autrement dit, c'est un outil d’exploration de collections iconographiques numérisées constitué sous la forme d'une bibliothèque d'images (ou iconothèque).
Les images provenant de ces photothèques sont utilisées dans un but documentaire.
Elles sont soit couvertes par le droit d'auteur, soit libres d'utilisation, sous réserve d'indiquer obligatoirement et avec précision le crédit, la source, et la date, quand ces informations sont disponibles.

## Histoire
La notion de photothèque s'est construite avec d'une part l'évolution des sciences de l'information documentaire et historiographique par la constitution de bibliothèques et d'archives (conservation, catalogage, indexation), et d'autre part, le développement des techniques photographiques au sens large. Depuis les années 1990 et la numérisation massives des données, sont apparues des bases de données d'images, c'est-à-dire de catalogues accessibles via un serveur stockant des fichiers numérisées d'images.
Dans les années 1890, les supports de presse commencent à conserver leurs images sur des supports plus légers, moins fragiles, grâce aux techniques de photocomposition ; ainsi une image gravée peut être reproduite après une première impression, sans trop de déperdition au niveau de la qualité et du rendu. En France, se développe très tôt le concept d'agence photographique de presse.
Les premières archives photographiques structurées apparaissent dans les années 1920 — le besoin gagne aussi bien les institutions, que des sociétés de droit privé. Les premiers catalogues étaient sous une forme papier, chaque document était alors rangé dans un espace dédié et prenait la forme d'un négatif. Sur le plan conceptuel, les travaux de l'historien de l'art Aby Warburg jettent très tôt les bases de l'iconologie.
Le format diapositive est dominant jusque dans les années 1980, à côté de formats intermédiaires ou complémentaires comme le microfilmage des catalogues ou des documents sources.
Avec l’avènement d’Internet, le format numérique s'impose. Les images sont désormais proposées sous différents niveaux de pixellisation et de compression, par exemple RAW ou JPEG pour les photographies, et SVG pour les illustrations vectorielles.

## Les contenus
Les bibliothèques d'images sont alimentées par des portfolios d'origines diverses : fonds d'archives et de collections privés ou publiques, iconothèque d'une personne privée productrice d'images (graphiste, illustrateur, photographe).
Les propriétaires de ces fonds concluent un contrat avec la banques d’images : cet accord peut prendre différentes formes. La banque ayant pour principale mission d'héberger et de diffuser ces images, elle peut soit acquérir le droit de propriété sur l'image et le droit d'exploitation, soit seulement le droit d'exploitation, à savoir qu'elle en permet la reproduction lors d'un contrat spécifique, et au cas par cas.
Les droits sont reversés directement par la banque d’images à l'auteur de l'image. La banque prend en général en charge le paiement côté client ainsi qu'une commission sur la vente.
Les grandes photothèques comme Getty Images ou Corbis sont principalement utilisées par des professionnels (presse, édition d'ouvrages, documentations, publicité, etc.).
De nouvelles banques d’images comme Fotolia ou Shutterstock, permettent théoriquement aux photographes amateurs ou professionnels, de mettre en vente leurs images en les versant directement sur leurs sites. Regroupés sous le terme microstock, elles mettent en place, au moment de l'acquisition, un protocole de modération.

## Les différents types de licences
L’utilisation des images provenant des banques d’images est soumise à des règles strictes dictées par une licence d’utilisation. Généralement, un contrat est établi entre le créateur de l'image et la banque d’image d’une part (contrat de cession ou de gestion de droits d’auteurs) et d’autre part, entre la banque d’images et le client qui acquiert un droit à utiliser cette image (contrat d’utilisation).
Il existe deux grands types de licences, les licences libres de droit et les licences de droit géré.

### Licence de droit géré
La licence de droit géré (right managed (en) en anglais) est la licence classique appliquée depuis plusieurs décennies dans les banques d’images traditionnelles. Le prix et les restrictions de l’utilisation de l’image sont fixés au cas par cas selon le besoin du client (par exemple, pour la couverture d’un magazine diffusée à échelle nationale à 125 000 exemplaires).

### Licence libre de droit
La licence libre de droit (royalty free en anglais) a émergé au début des années 2000 avec l’explosion de l’Internet et de la numérisation des images. Cette licence élargit le cadre d’utilisation d’une image en droit géré. Ainsi, une licence libre de droit classique autorise une utilisation illimitée (dans le temps et dans l’espace) et sur tous les supports, une fois la licence acquise. Cependant, il ne faut pas croire que « libre de droit » soit associé à « libre de tout droit ». Cette licence est en effet payante d’une part, et d’autre part, elle définit un cadre strict d’utilisation. Par exemple, il est toujours interdit d’utiliser une image dans un contexte qui pourrait nuire au(x) modèle(s) représenté(s) sur l’image.

### Licence de libre diffusion
On parle de « licence de libre diffusion » (ou LLD) pour les licences permettant au minimum la copie. Les licences libres sont des licences de libre diffusion, mais la réciproque n'est pas vraie. Par exemple, la licence Art Libre et la licence Creative Commons BY-SA sont des licences libres, tandis que les licences Creative Commons BY-NC-SA et Creative Commons BY-ND ne sont pas des licences libres mais sont des licences de libre diffusion.